# José Luis Fernández

José Luis Fernández (Buenos Aires, 26 de outubro de 1987) é um futebolista argentino que actua como médio. Actualmente, joga pelo Defensa y Justicia.

## Títulos
Benfica
- Taça da Liga (1): 2010-11